# Combe du Queyras
Combe du Queyras – wąwóz, znajdujący się w Queyras, pomiędzy Guillestre i Château-Queyras, we francuskim departamencie Alp Wysokich. 

## Położenie

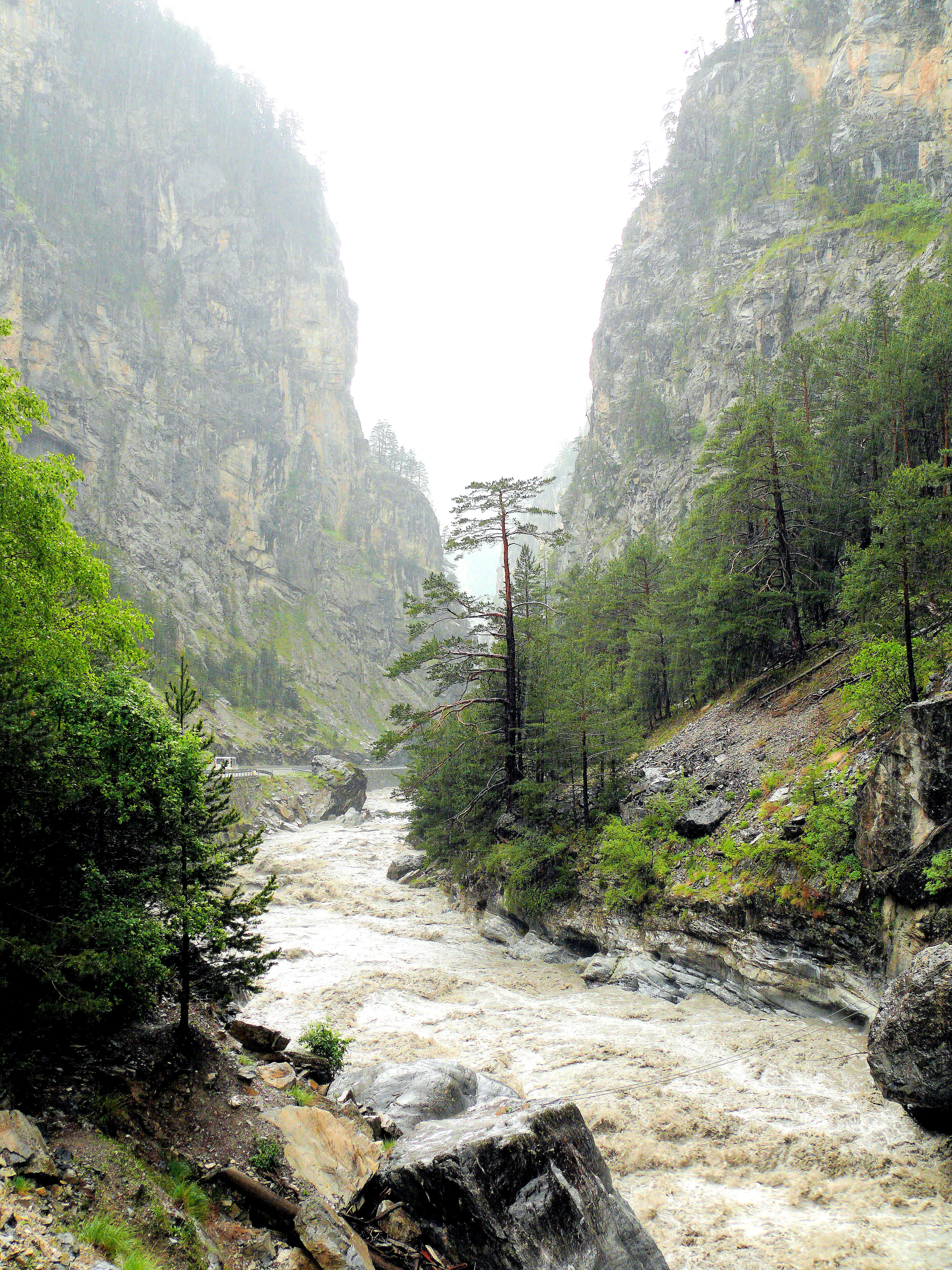
Guillestre i Combe du Queyras

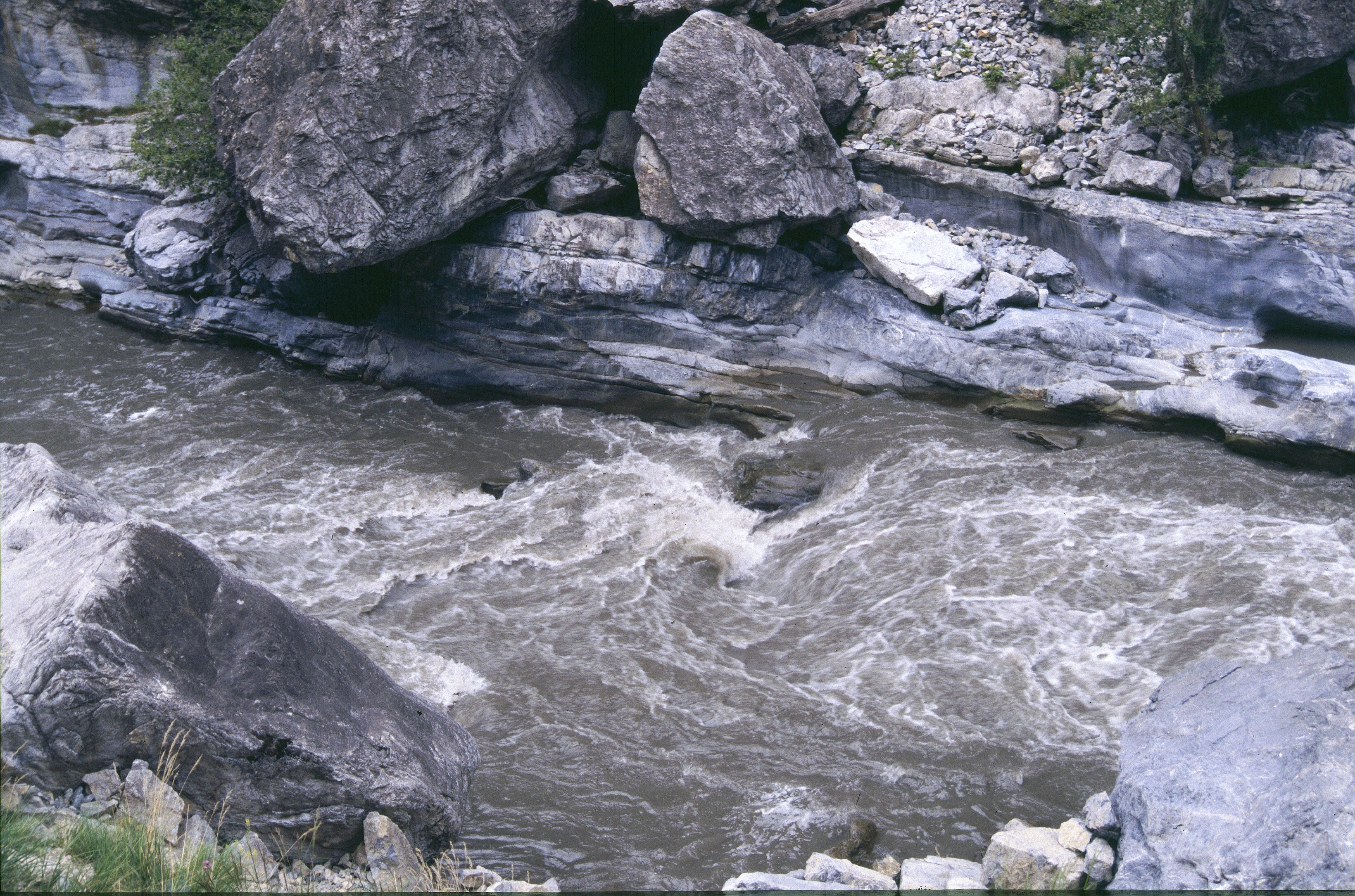
Combe du Queyras

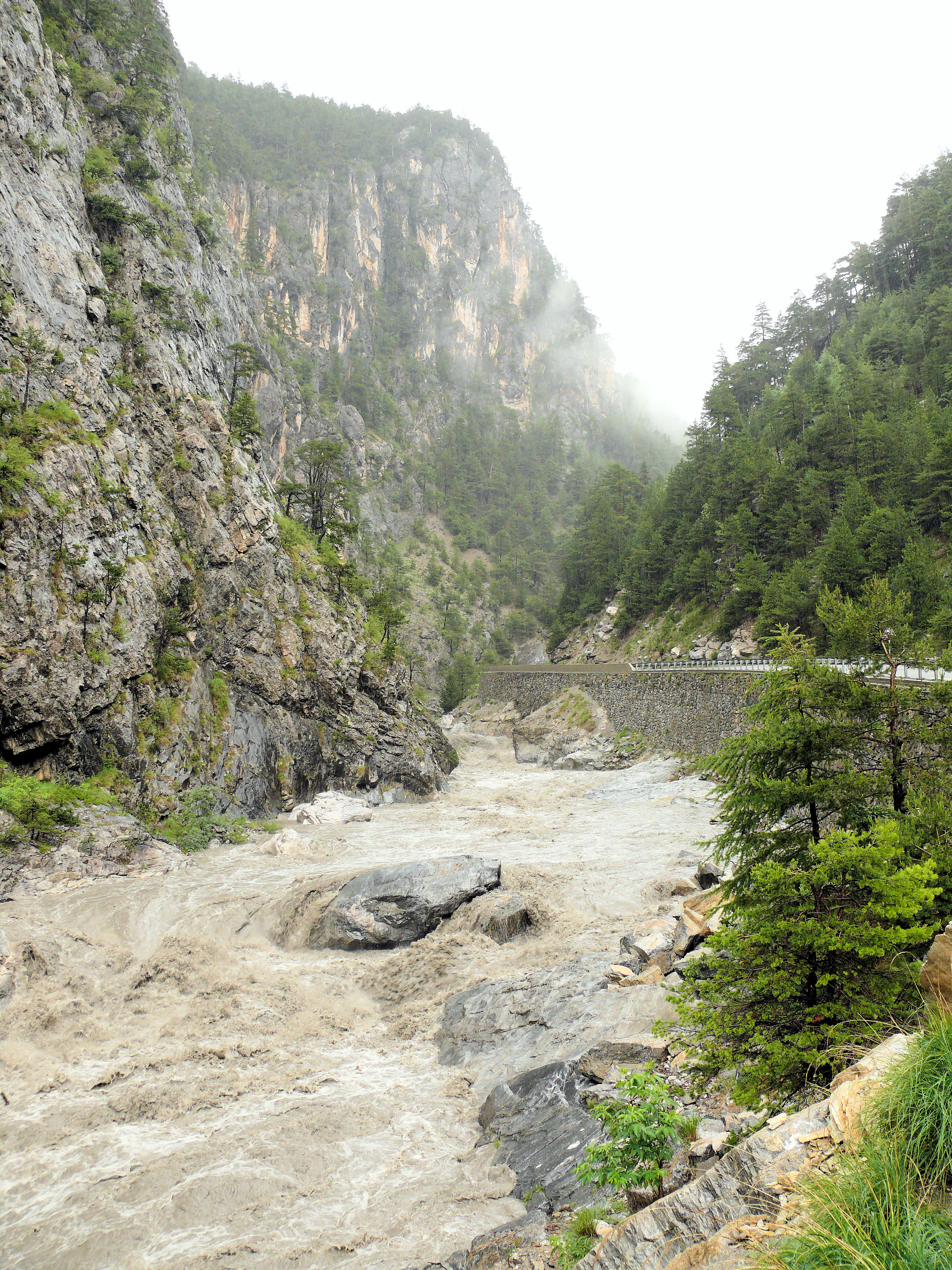
Guillestre i Combe du Queyras

W dolinie Combe du Queyras znajduje się rzeka Guil, wzdłuż której prowadzi głęboki wąwóz w górach Queyras, mający 17 kilometrów długości. Wzdłuż wąwozu biegnie częściowo mocno przylegająca do skały droga, która zimą jest jedynym dojściem do Parku Regionalnego Queyras. Latem można podążać doliną, a potem dalej przez Col d’Izoard lub wędrować trasą przez Alpy Wysokie. Droga przez dolinę Combe du Queyras, pomiędzy Guillestre i osadą Maison du Roi jest wąska i kręta. Do tego prowadzi dodatkowo przez małe, nieoświetlone tunele. Ścieżka, pomiędzy Château-Queyras i Maison du Roi jest w porównaniu lepsza, rzeka, która się tam znajduje jest często wykorzystywana przez sportowców, pasjonujących się sportami wodnymi.